# Adereindhuls

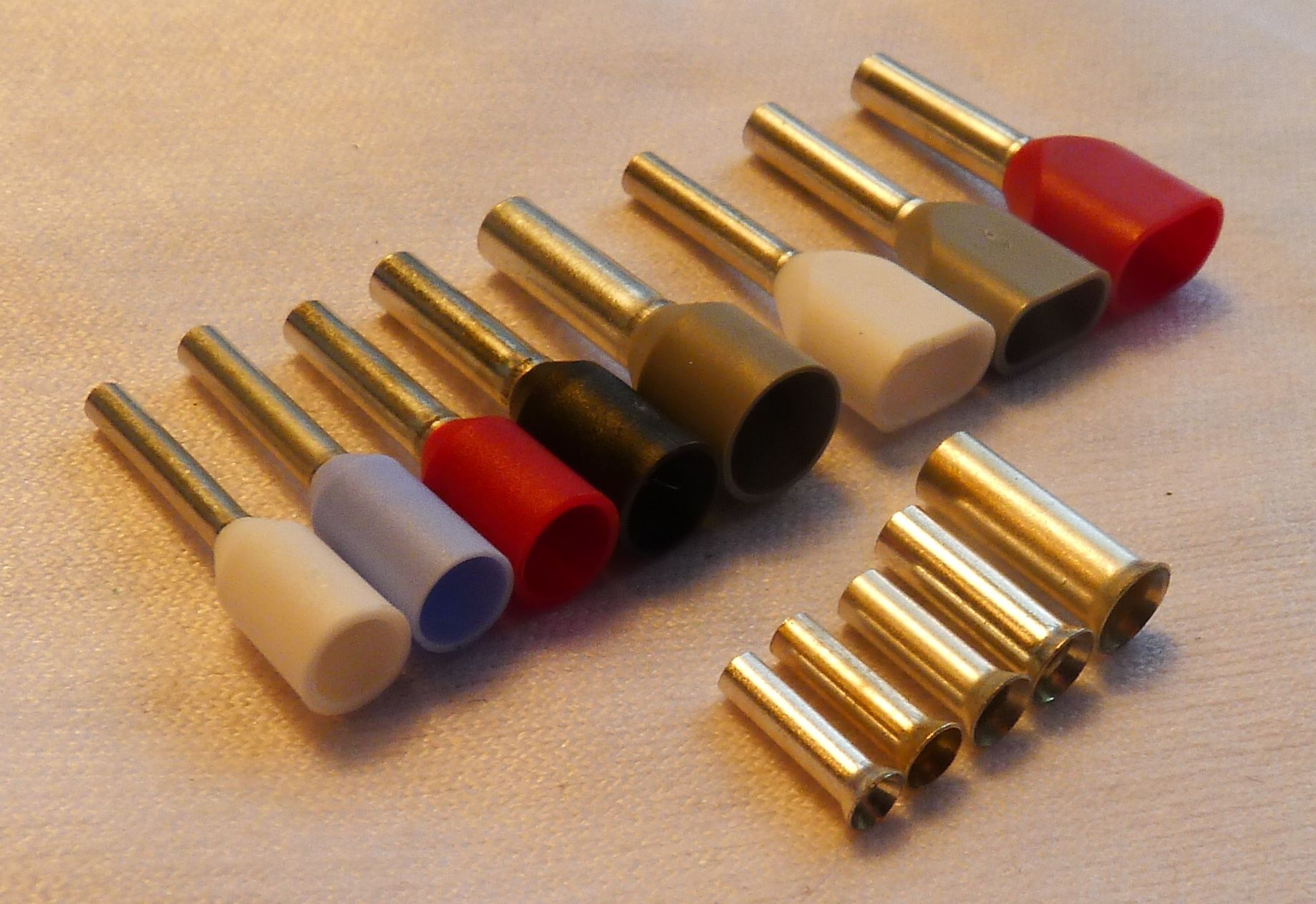
Enkelvoudige en dubbele, geïsoleerde en ongeïsoleerde adereindhulzen

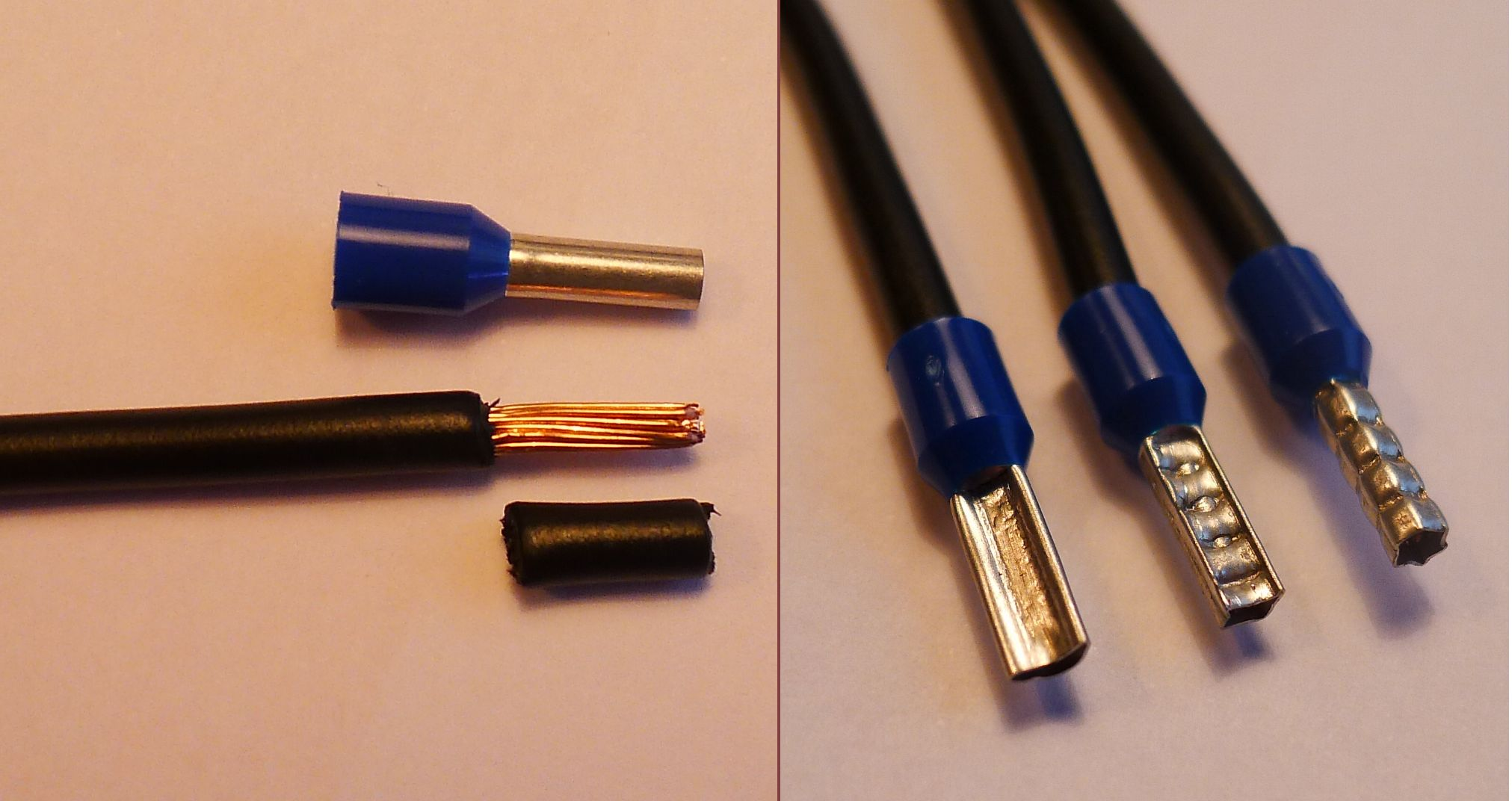
Adereindhulzen met drie verschillende krimptangen aangebracht: midden met reliëf, rechts met zeskant

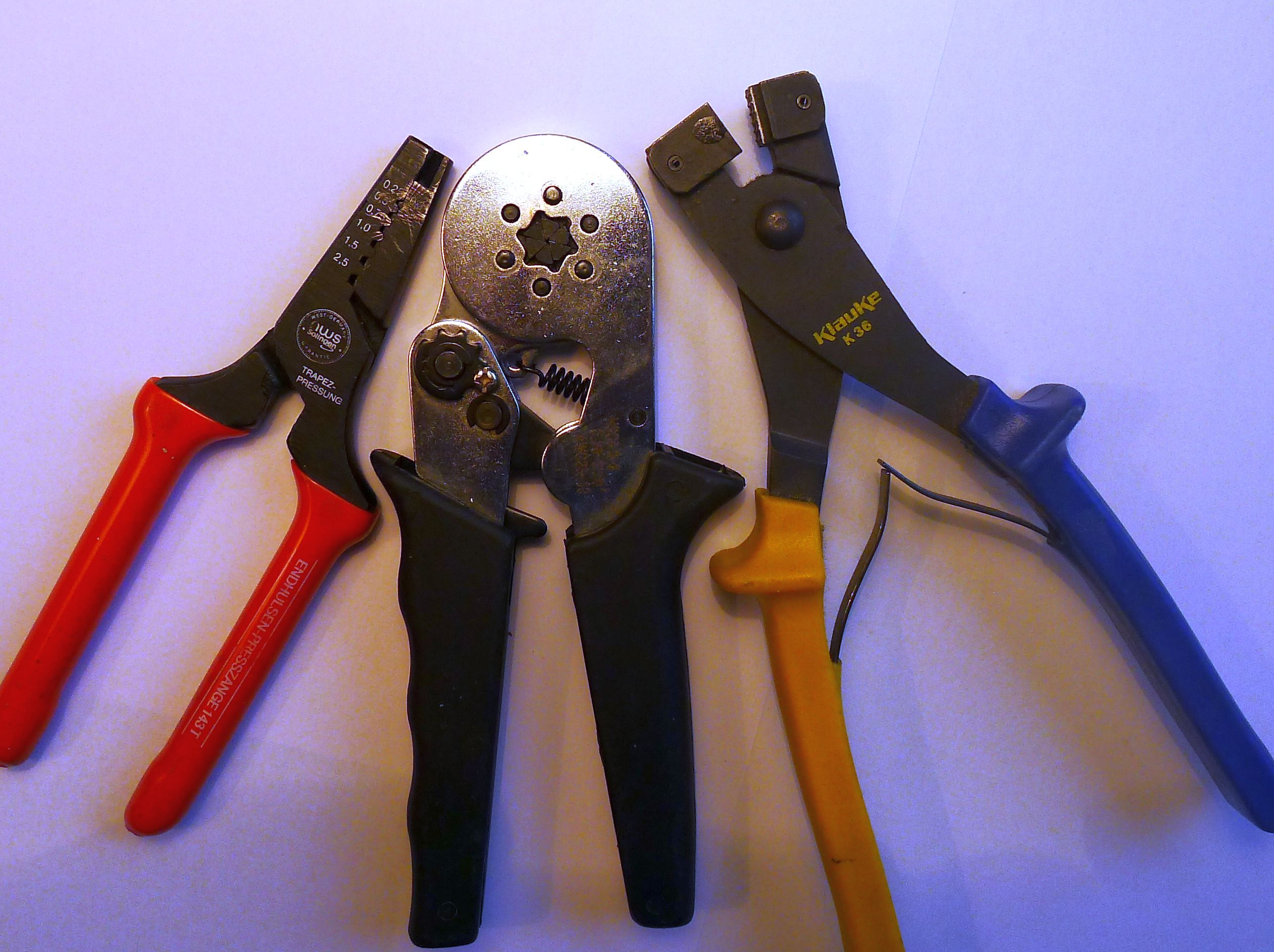
Drie verschillende krimptangen voor adereindhulzen (doorsneden tot 4 mm²)

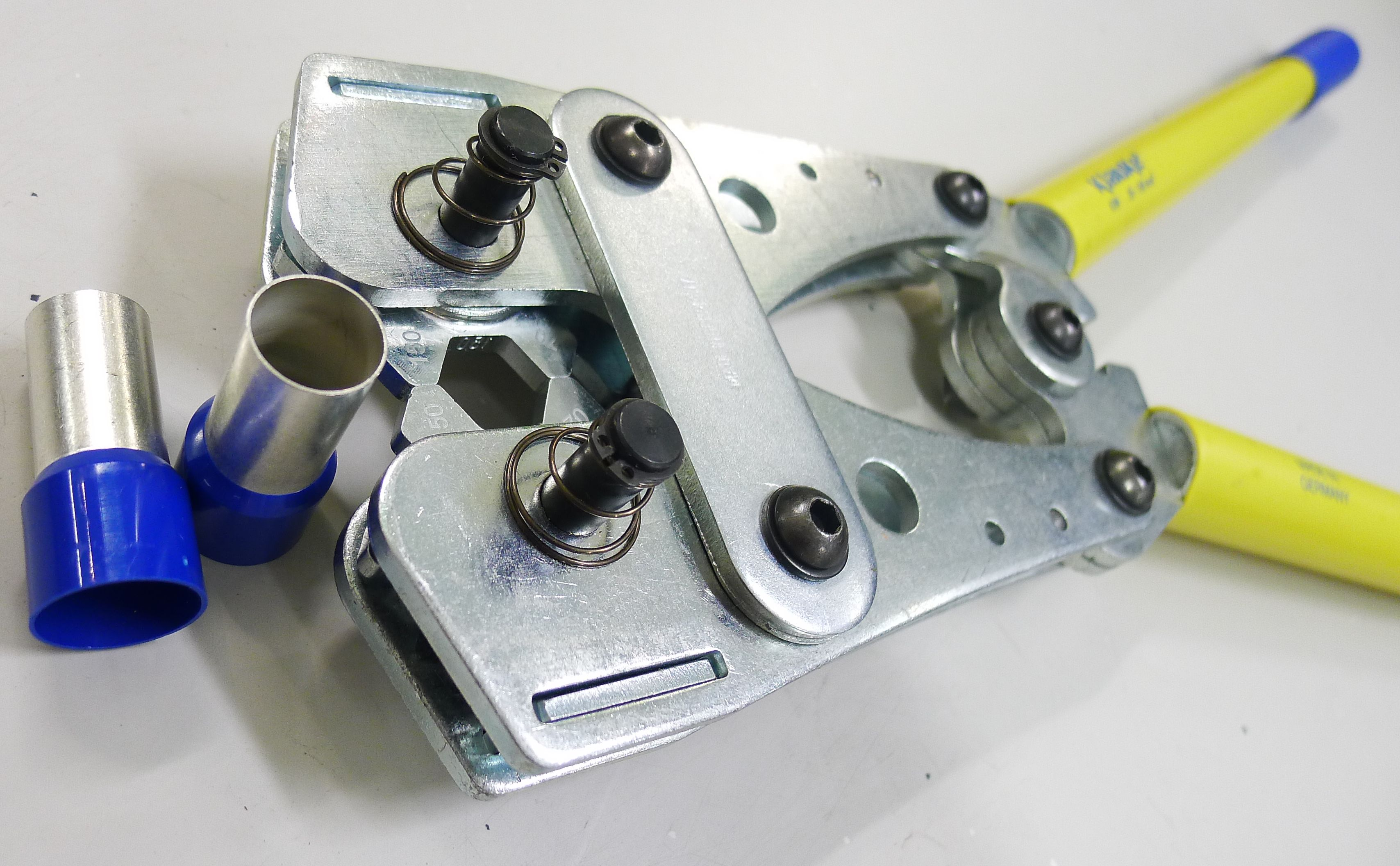
Krimptang voor adereindhulzen van 60 tot 150 mm² (Klauke)

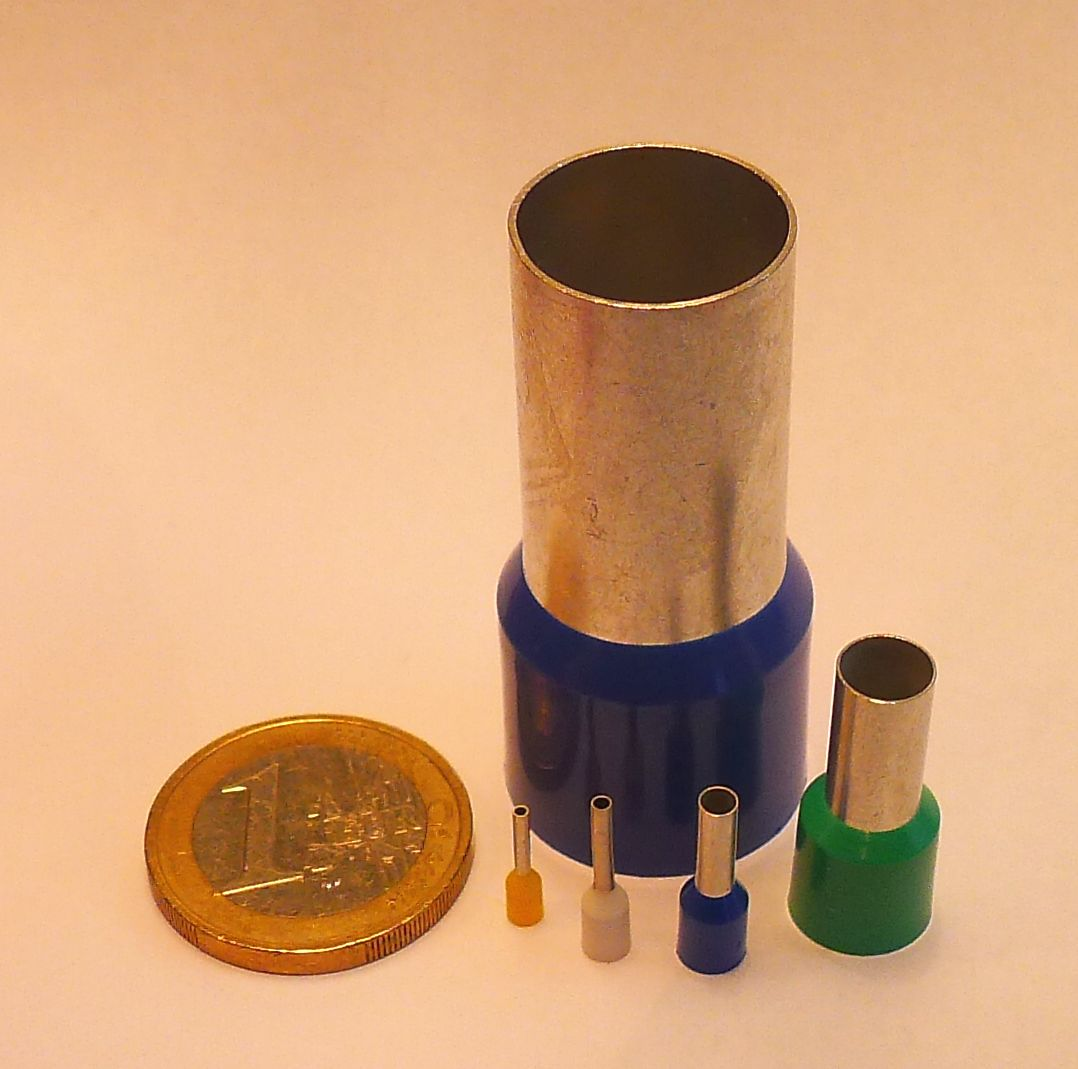
Adereindhulzen van 0,25, 2,5, 16 en 120 mm² in grootte vergeleken met een euromunt

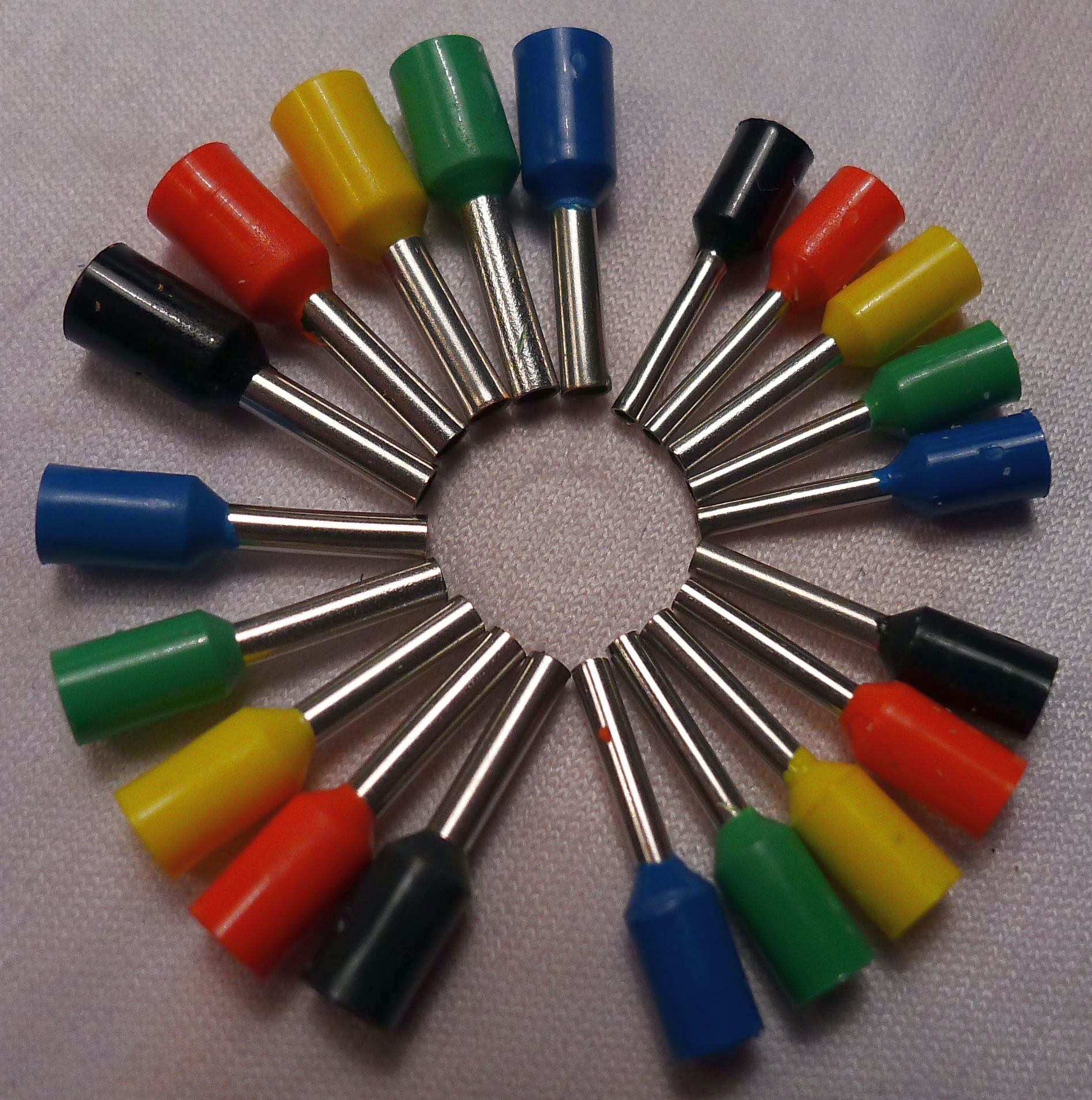
Vier verschillende maten adereindhulzen elk in vijf kleuren, met de klok mee: 0,5, 0,75, 1,0 en 1,5 mm²

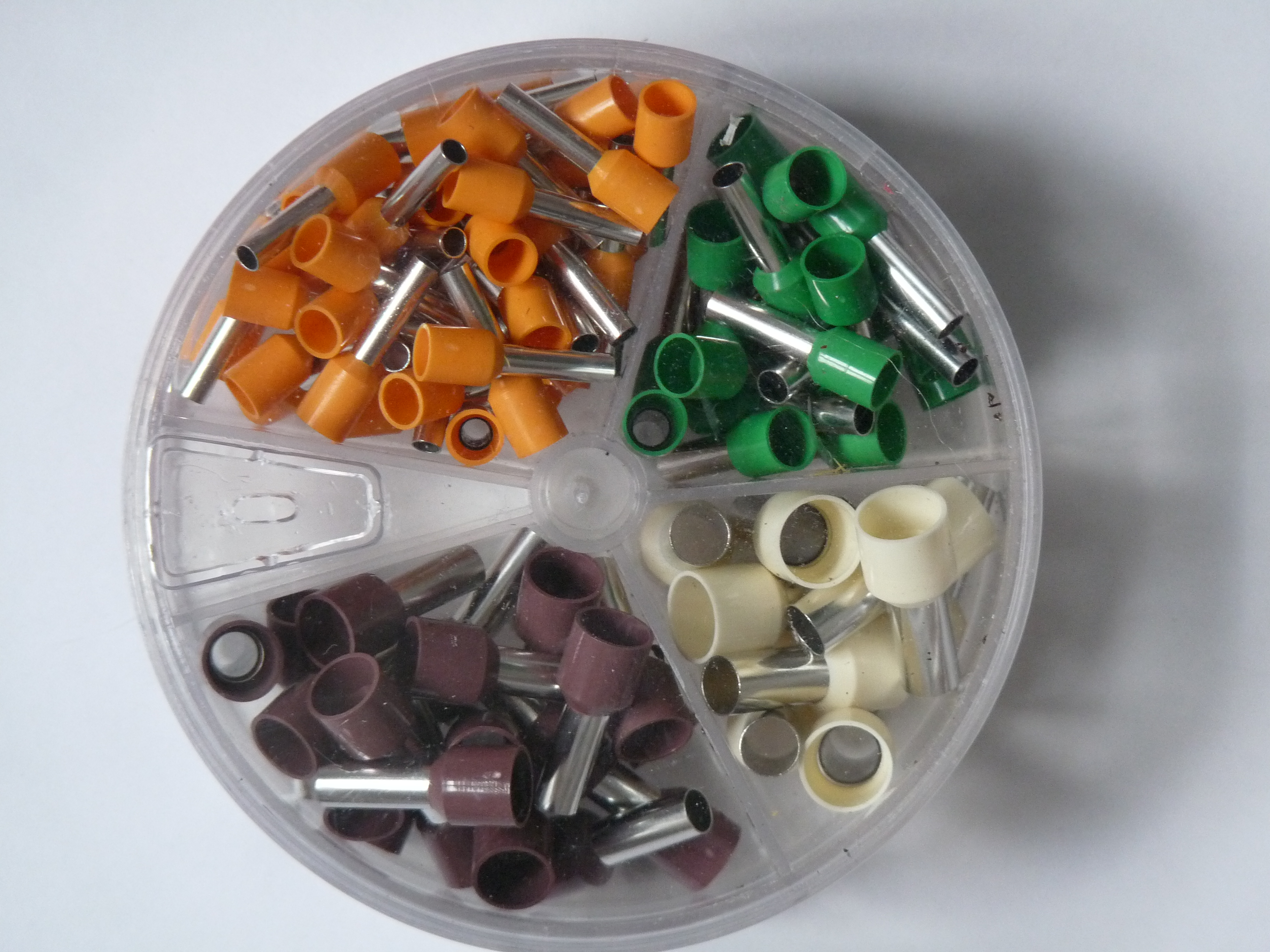
Een dispensercarrousel met verschillende maten adereindhulzen

Een adereindhuls is een speciaal busje van dun vertind koper dat om het uiteinde van de samengestelde kern van een elektrische draad wordt gekrompen. Het doel van het gebruik van een adereindhuls is om een optimaal elektrisch contact te realiseren tussen alle koperdraden in de kern en de klem waaronder het uiteinde wordt bevestigd. Door de toepassing van adereindhulzen is het gebruik van gesoldeerde uiteinden van draden met samengestelde kernen sterk teruggedrongen. Dat wordt al lang ontraden vanwege het nadeel dat het soldeer vervormt onder druk van de klem en als gevolg van temperatuurswisselingen, waardoor de stabiliteit van het contact in het geding is.

## Uitvoeringen
Er bestaan verschillende soorten adereindhulzen, ongeïsoleerde en geïsoleerde, en enkelvoudige en dubbele typen. De ongeïsoleerde hebben een kraag, een licht trechtervormig einde, waarin de kern wordt gestoken. De uitstaande rand helpt om alle draden in de bus te krijgen. Geïsoleerde adereindhulzen hebben aan een zijde een hals, een soort kunststoffen trechtertje, waarin een stukje van de isolatiemantel van de ader steekt. Bij het enkelvoudige type is het trechtertje rond, bij de dubbele uitvoering is het in een richting breder en daartussen vlak. De hals kan extra isolatie geven van de spanningvoerende delen van de klem waaronder de ader wordt vastgemaakt. Als kunststof worden onder andere gebruikt polyamide, polypropyleen en andere plasticsoorten. Bekende merken zijn: Phoenix, Klemko, Multicomp, TE Connectivity, JST, Schneider Electric, GLW GMBH en LeGrand.

## Maten
Een adereindhuls kent twee belangrijke maten, de diameter van de in te sluiten kern en de lengte van het in te sluiten deel. In plaats van diameter kan ook doorsnede gehanteerd worden aangezien deze twee een vaste onderlinge relatie hebben. Adereindhulzen zijn verkrijgbaar met diameters tussen 0,6 en ten minste 19,5 mm, met corresponderende doorsnedes tussen 0,25 en 150 mm² en met lengtes tussen 6 en 38 mm (afhankelijk van de andere maten). De dikte van het metaal stijgt bij oplopende diameters, maar wordt zelden expliciet vermeld. De dikte ligt tussen 0,15 en 0,5 mm. De lengte van de isolatiekraag en de diameter van de bovenrand van de kraag worden ook zelden apart vermeld. Alle uitvoeringsvormen hebben een unieke codering om het hanteren transparant te maken. De codering bestaat uit een of twee letters, gevolgd door vier of vijf cijfers. Ongeïsoleerde hulzen hebben de letters EN (van End terminal Non isolated), enkelvoudig geïsoleerde de letter E (van End terminal) en dubbele geïsoleerde de letters TE (van Twin End terminal). De eerste twee of drie cijfers geven de doorsnede aan (tot 6 mm² in 0,1 mm² en vanaf 10 mm² in hele mm²), de laatste twee cijfers de lengte van het te omvatten kerndeel (in mm). Adereindhulzen zijn doorgaans per maat in zakken van 50, 100, 500 of 1000 stuks te koop, of in een assortiment met diverse uiteenlopende maten, soms in een dispensercarrousel. Ook bestaan er systemen van aaneengeregen hulzen van een maat, die automatisch verwerkt kunnen worden.

## Kleuren
De kunststoffen kraag van geïsoleerde adereindhulzen hebben specifieke kleuren gekregen. Aanvankelijk duidden de fabrikanten met deze kleurcode de doorsnede van de te omvatten kern aan. Hierbij worden een aantal systemen gehanteerd, de Franse en Duitse reeks en de DIN-reeks, zie de tabel hieronder. Recenter worden adereindhulzen met meer kleuren per maat gemaakt. Het voordeel daarvan is dat er met de verschillende kleuren verwezen kan worden naar verschillende functies van de draden waaraan ze worden gekrompen.

## Aanbrengen
Het aanbrengen van een adereindhuls verloopt in een aantal stappen, het verwijderen van de isolatie, het aanbrengen van de adereindhuls en het krimpen om de kern. 
- De eerste stap is het verwijderen van een deel van de isolatiemantel aan het einde van de draad, dit wordt '(draad)strippen' genoemd. De lengte van het te verwijderen deel wordt bepaald door de lengte van het metalen busje van de huls. De kern mag in geen geval uit het busje steken, maar het busje mag ook geen lege ruimte hebben. Bij het strippen is het zaak om de uiteinden van de draden van de kern niet uit elkaar te buigen. Dat zou het aanbrengen van de huls veel lastiger maken. De koperen kern mag ook niet worden beschadigd. Met uiteenlopende modellen speciale draadstriptangen kan dit probleemloos en snel worden gedaan. Een striptang grijpt de mantel vlak achter de plek waar deze moet worden verwijderd beet, klemt deze vast en snijdt vervolgens met een of twee messen een eindje in de isolatie. De messen hebben meestal een vlakke kant aan de voorzijde zodat daarmee de isolatie van de draad getrokken kan worden.
- De tweede stap is het aanbrengen van de huls op de kern. Dit dient met zorg te gebeuren, zodat alle aders in het busje terechtkomen en bij de geïsoleerde typen de mantel ver genoeg in de kraag. Daarom is het van belang dat de maat van de huls overeenkomt met de maat van kern en mantel. Er mogen geen aders uit de bus steken om het risico op kortsluiting en elektrische schok uit te sluiten.
- De derde stap is het krimpen van de bus om de kern. Hiervoor zijn talloze soorten krimptangen in de handel. Ze hebben alle gemeen dat de tang het busje van buiten naar binnen indrukt, waarbij de omtrek kleiner wordt. De druk van de bus op de aders wordt sterk verhoogd zodat de huls klemvast om de kern zit. Een eenvoudige tang perst de bus met een I-vormige bek in een U-vormige bek. De actieve bek kan extra reliëf hebben in de vorm van ribbels of bobbels, om de grip van bus op ader te helpen vergroten. Geavanceerdere tangen persen vanuit meerdere richtingen de bus samen, met name vier- en zeszijdige krimptangen zijn gangbaar, waarmee een ronder resultaat bereikt wordt. Ook hierbij wordt vaak gebruikgemaakt van extra reliëf op de krimpbekken. Afhankelijk van de gebruikte klem kan een plattere of juist een rondere vorm te verkiezen zijn, wat de keuze voor een bepaald type tang kan bepalen. De afmetingen van de adereindhulzen lopen sterk uiteen, voor de verschillende maatgebieden zijn daarop afgestemde maten tangen nodig. Voor het krimpen van grote maten is veel kracht nodig en naast de handgereedschappen met lange hefboomarmen bestaan er ook elektrische en hydraulische krimptangen. Deze gereedschappen worden relatief weinig verhandeld en de prijs van een dergelijke machine kan tot enkele duizenden euro's bedragen.

## Tabellen

### Enkelvoudige geïsoleerde adereindhulzen
In de onderstaande tabel zijn enkele gegevens van vrijwel alle gangbare maten geïsoleerde enkelvoudige adereindhulzen verzameld:
| Code    | Diameter | Doorsnede | Lengte | Wanddikte | Stroom   | AWG | Kleuren | Kleuren    | Kleuren | Kleuren                         |
|         | (mm)     | (mm²)     | (mm)   | (mm)      | max. (A) |     | Frans   | Duits      | DIN     | Overig                          |
| ------- | -------- | --------- | ------ | --------- | -------- | --- | ------- | ---------- | ------- | ------------------------------- |
| E0206   | 0,8      | 0,25      | 6      | 0,15      | 3,5      | 26  | Violet  | Lichtblauw | Grijs   |                                 |
| E0208   | 0,8      | 0,25      | 8      | 0,15      | 5,5      | 26  | Violet  | Lichtblauw | Grijs   |                                 |
| E0306   | 0,8      | 0,34      | 6      | 0,15      | 5,5      | 24  | Rose    | Turquoise  |         | Blauw                           |
| E0308   | 0,8      | 0,34      | 8      | 0,15      | 5,5      | 24  | Rose    | Turquoise  |         |                                 |
| E0506   | 1        | 0,5       | 6      | 0,15      | 8        | 22  | Wit     | Oranje     | Wit     |                                 |
| E0508   | 1        | 0,5       | 8      | 0,15      | 8        | 22  | Wit     | Oranje     | Wit     | Zwart, rood, geel, groen, blauw |
| E0510   | 1        | 0,5       | 10     | 0,15      | 8        | 22  | Wit     | Oranje     | Wit     |                                 |
| E0512   | 1        | 0,5       | 12     | 0,15      | 8        | 22  | Wit     | Oranje     | Wit     |                                 |
| E7508   | 1,2      | 0,75      | 8      | 0,15      | 10       | 20  | Blauw   | Wit        | Grijs   | Zwart, rood, geel, groen, blauw |
| E7509   | 1,2      | 0,75      | 9      | 0,15      | 10       | 20  | Blauw   | Wit        | Grijs   |                                 |
| E7510   | 1,2      | 0,75      | 10     | 0,15      | 10       | 20  | Blauw   | Wit        | Grijs   | Rood                            |
| E7512   | 1,2      | 0,75      | 12     | 0,15      | 10       | 20  | Blauw   | Wit        | Grijs   |                                 |
| E1006   | 1,4      | 1         | 6      | 0,15      | 12       | 18  | Rood    | Geel       | Rood    |                                 |
| E1008   | 1,4      | 1         | 8      | 0,15      | 12       | 18  | Rood    | Geel       | Rood    | Zwart, rood, geel, groen, blauw |
| E1010   | 1,4      | 1         | 10     | 0,15      | 12       | 18  | Rood    | Geel       | Rood    |                                 |
| E1012   | 1,4      | 1         | 12     | 0,15      | 12       | 18  | Rood    | Geel       | Rood    |                                 |
| E1018   | 1,4      | 1         | 18     | 0,15      | 12       | 18  | Rood    | Geel       | Rood    |                                 |
| E1508   | 1,7      | 1,5       | 8      | 0,15      | 19       | 16  | Zwart   | Rood       | Zwart   | Zwart, rood, geel, groen, blauw |
| E1510   | 1,7      | 1,5       | 10     | 0,15      | 19       | 16  | Zwart   | Rood       | Zwart   |                                 |
| E1518   | 1,7      | 1,5       | 18     | 0,15      | 19       | 16  | Zwart   | Rood       | Zwart   |                                 |
| E2508   | 2,3      | 2,5       | 8      | 0,15      | 27       | 14  | Grijs   | Blauw      | Blauw   |                                 |
| E2512   | 2,3      | 2,5       | 12     | 0,15      | 27       | 14  | Grijs   | Blauw      | Blauw   |                                 |
| E2518   | 2,3      | 2,5       | 18     | 0,15      | 27       | 14  | Grijs   | Blauw      | Blauw   |                                 |
| E4009   | 2,8      | 4         | 9      | 0,2       | 37       | 12  | Oranje  | Grijs      | Grijs   |                                 |
| E4012   | 2,8      | 4         | 12     | 0,2       | 37       | 12  | Oranje  | Grijs      | Grijs   |                                 |
| E4018   | 2,8      | 4         | 18     | 0,2       | 37       | 12  | Oranje  | Grijs      | Grijs   |                                 |
| E6012   | 3,5      | 6         | 12     | 0,2       | 48       | 10  | Groen   | Zwart      | Geel    |                                 |
| E6018   | 3,5      | 6         | 18     | 0,2       | 48       | 10  | Groen   | Zwart      | Geel    |                                 |
| E10-12  | 4,5      | 10        | 12     | 0,2       | 62       | 7   | Bruin   | Ivoor      | Rood    |                                 |
| E10-18  | 4,5      | 10        | 18     | 0,2       | 62       | 7   | Bruin   | Ivoor      | Rood    |                                 |
| E16-12  | 5,8      | 16        | 12     | 0,2       | 88       | 5   | Ivoor   | Groen      | Blauw   |                                 |
| E16-18  | 5,8      | 16        | 18     | 0,2       | 88       | 5   | Ivoor   | Groen      | Blauw   |                                 |
| E25-16  | 7,5      | 25        | 16     | 0,2       | 115      | 4   | Zwart   | Bruin      | Geel    |                                 |
| E25-22  | 7,5      | 25        | 22     | 0,2       | 115      | 4   | Zwart   | Bruin      | Geel    |                                 |
| E35-16  | 8,3      | 35        | 16     | 0,2       | 160      | 2   | Rood    | Beige      | Rood    |                                 |
| E35-25  | 8,3      | 35        | 25     | 0,2       | 160      | 2   | Rood    | Beige      | Rood    |                                 |
| E50-20  | 10,3     | 50        | 20     | 0,3       | 215      | 1   | Blauw   | Olijfgroen | Blauw   |                                 |
| E50-25  | 10,3     | 50        | 25     | 0,3       | 215      | 1   | Blauw   | Olijfgroen | Blauw   |                                 |
| E70-20  | 13,5     | 70        | 20     | 0,4       | 235      | -   | Geel    | Geel       | Geel    |                                 |
| E95-25  | 14,5     | 95        | 25     | 0,4       | 255      | -   | Rood    |            |         |                                 |
| E120-27 | 16,5     | 120       | 27     | 0,5       | 300      | -   | Blauw   |            |         |                                 |
| E150-32 | 19,5     | 150       | 32     | 0,5       | 350      | -   | Geel    |            |         |                                 |

### Dubbele geïsoleerde adereindhulzen
In de onderstaande tabel zijn enkele gegevens van een aantal gangbare maten geïsoleerde dubbele adereindhulzen verzameld:
| Code    | Diameter | Doorsnede | Lengte | Wanddikte | Stroom   | AWG    | Kleuren    | Kleuren    | Kleuren | Kleuren |
|         | (mm)     | (mm²)     | (mm)   | (mm)      | max. (A) |        | Frans      | Duits      | DIN     |         |
| ------- | -------- | --------- | ------ | --------- | -------- | ------ | ---------- | ---------- | ------- | ------- |
| TE0508  | 1,1      | 2 × 0,5   | 8      | 0,15      | 8        | 2 × 22 | Wit        |            |         |         |
| TE7508  | 1,4      | 2 × 0,75  | 8      | 0,15      | 10       | 2 × 20 | Wit        | Blauwgroen |         |         |
| TE7510  | 1,4      | 2 × 0,75  | 10     | 0,15      | 10       | 2 × 20 | Wit        | Blauwgroen |         |         |
| TE1008  | 1,6      | 2 × 1,0   | 8      | 0,15      | 12       | 2 × 18 | Rood       |            |         |         |
| TE1010  | 1,6      | 2 × 1,0   | 10     | 0,15      | 12       | 2 × 18 | Rood       |            |         |         |
| TE1508  | 2        | 2 × 1,5   | 8      | 0,15      | 19       | 2 × 16 | Wit        | Zwart      |         |         |
| TE1512  | 2        | 2 × 1,5   | 12     | 0,15      | 19       | 2 × 16 | Zwart      |            |         |         |
| TE1514  | 2        | 2 × 16    | 14     | 0,15      | 19       | 2 × 6  | Blauw      |            |         |         |
| TE2508  | 2,5      | 2 × 2,5   | 8      | 0,15      | 27       | 2 × 14 | Blauw      |            |         |         |
| TE2510  | 2,5      | 2 × 2,5   | 10     | 0,15      | 27       | 2 × 14 | Blauw      | Grijs      |         |         |
| TE2513  | 2,5      | 2 × 2,5   | 13     | 0,15      | 27       | 2 × 14 | Blauw      |            |         |         |
| TE4012  | 3,2      | 2 × 4     | 12     | 0,2       | 37       | 2 × 12 | Grijs      | Oranje     |         |         |
| TE6014  | 3,9      | 2 × 6     | 14     | 0,2       | 48       | 2 × 10 | Rood       | Geel       | Groen   |         |
| TE10-14 | 4,5      | 2 × 10    | 14     | 0,2       | 62       | 2 × 7  | Bruingroen | Rood       |         |         |
| TE16-14 | 5,6      | 2 × 16    | 14     | 0,2       | 88       | 2 × 5  | Melkwit    | Wit        |         |         |

### Ongeïsoleerde adereindhulzen
In de onderstaande tabel zijn enkele gegevens van vrijwel alle gangbare maten ongeïsoleerde adereindhulzen verzameld:
| Code     | Diameter | Doorsnede | Lengte | Wanddikte | Stroom   | AWG |
|          | (mm)     | (mm²)     | (mm)   | (mm)      | max. (A) |     |
| -------- | -------- | --------- | ------ | --------- | -------- | --- |
| EN0506   | 0,8      | 0,5       | 6      | 0,15      | 8        | 22  |
| EN0508   | 0,8      | 0,5       | 8      | 0,15      | 8        | 22  |
| EN0510   | 0,8      | 0,5       | 10     | 0,15      | 8        | 22  |
| EN7506   | 1        | 0,75      | 6      | 0,15      | 10       | 20  |
| EN7508   | 1        | 0,75      | 8      | 0,15      | 10       | 20  |
| EN7510   | 1        | 0,75      | 10     | 0,15      | 10       | 20  |
| EN1006   | 1,1      | 1         | 6      | 0,15      | 12       | 18  |
| EN1008   | 1,1      | 1         | 8      | 0,15      | 12       | 18  |
| EN1010   | 1,1      | 1         | 10     | 0,15      | 12       | 18  |
| EN1012   | 1,1      | 1         | 12     | 0,15      | 12       | 18  |
| EN1507   | 1,4      | 1,5       | 7      | 0,15      | 19       | 16  |
| EN1508   | 1,4      | 1,5       | 8      | 0,15      | 19       | 16  |
| EN1510   | 1,4      | 1,5       | 10     | 0,15      | 19       | 16  |
| EN1512   | 1,4      | 1,5       | 12     | 0,15      | 19       | 16  |
| EN2507   | 1,8      | 2,5       | 7      | 0,15      | 27       | 14  |
| EN2508   | 1,8      | 2,5       | 8      | 0,15      | 27       | 14  |
| EN2510   | 1,8      | 2,5       | 10     | 0,15      | 27       | 14  |
| EN2512   | 1,8      | 2,5       | 12     | 0,15      | 27       | 14  |
| EN4010   | 2,3      | 4         | 10     | 0,2       | 37       | 12  |
| EN4012   | 2,3      | 4         | 12     | 0,2       | 37       | 12  |
| EN4018   | 2,3      | 4         | 18     | 0,2       | 37       | 12  |
| EN6010   | 2,8      | 6         | 10     | 0,2       | 48       | 10  |
| EN6012   | 2,8      | 6         | 12     | 0,2       | 48       | 10  |
| EN6015   | 2,8      | 6         | 15     | 0,2       | 48       | 10  |
| EN6018   | 2,8      | 6         | 18     | 0,2       | 48       | 10  |
| EN10-12  | 3,6      | 10        | 12     | 0,2       | 62       | 7   |
| EN10-15  | 3,6      | 10        | 15     | 0,2       | 62       | 7   |
| EN10-18  | 3,6      | 10        | 18     | 0,2       | 62       | 7   |
| EN16-12  | 4,5      | 16        | 12     | 0,2       | 88       | 5   |
| EN16-15  | 4,5      | 16        | 15     | 0,2       | 88       | 5   |
| EN16-18  | 4,5      | 16        | 18     | 0,2       | 88       | 5   |
| EN25-16  | 5,6      | 25        | 16     | 0,2       | 115      | 4   |
| EN25-22  | 5,6      | 25        | 22     | 0,2       | 115      | 4   |
| EN35-16  | 6,7      | 35        | 16     | 0,2       | 160      | 2   |
| EN35-25  | 6,7      | 35        | 25     | 0,2       | 160      | 2   |
| EN50-20  | 8        | 50        | 20     | 0,25      | 215      | 1   |
| EN50-25  | 8        | 50        | 25     | 0,25      | 215      | 1   |
| EN70-22  | 9,4      | 70        | 22     | 0,3       | 235      | -   |
| EN70-25  | 9,4      | 70        | 25     | 0,3       | 235      | -   |
| EN95-25  | 11       | 95        | 25     | 0,4       | 255      | -   |
| EN95-32  | 11       | 95        | 32     | 0,4       | 255      | -   |
| EN120-30 | 12,4     | 120       | 30     | 0,5       | 300      | -   |
| EN120-32 | 12,4     | 120       | 32     | 0,5       | 300      | -   |
| EN120-34 | 12,4     | 120       | 34     | 0,5       | 300      | -   |
| EN150-32 | 13,8     | 150       | 32     | 0,5       | 350      | -   |
| EN150-38 | 13,8     | 150       | 38     | 0,5       | 350      | -   |